# ADATS
ADATS (eng. Air Defense Anti-Tank System; hrv. Protu-zračni protu-tenkovski sustav) je dvonamjenski raketni sustav postavljen na američko borbeno vozilo pješaštva M113A2. Namijenjen je protu-tenkovskoj i protu-zračnoj borbi koristeći protu-tenkovske projektile i zemlja-zrak rakete kratkog dometa. ADATS proizvodi švicarska tvrtka Oerlikon-Contraves koja je članica njemačke grupacije Rheinmetall.

## Povijest
ADATS je razvijen nakon što je američka vojska objavila javni natječaj kojim traži novo oružje za protu-zračnu zaštitu. Iako je oružje testirano u SAD-u, natječaj je poništen početkom 1990-ih kada je završen hladni rat. Raketni sustav je trenutno u kanadskoj, tajlandskoj i emiratskoj uporabi. U Kanadi se koristi kao mobilni sustav montiran na oklopno vozilo M113 dok je na Tajlandu instaliran na tlu. Sustav ima laserski navođene nadzvučne projektile dometa 10 km s elektro-optičkim senzorom. U sklopu sustava, na M113 je ugrađen konvencionalni dvo-dimenzionalni radar efektivnog dometa 25 km.
Rakete za sustav proizvodi američka tvrtka Martin Marietta. One su smještene u osam raketnih lansera (po četiri s lijeve i desne bočne strane).
U protu-zračnoj funkciji, ADATS služi borbi protiv borbenih zrakoplova, helikoptera i krstarećih projektila dok se u protu-tenkovskoj fuknciji osim za uništenje tenkova može primjenjivati i za uništenje neprijateljskih bunkera. Korištene rakete imaju mogućnost uništenja čelićnog oklopa debljine 900 mm.

## Tehničke karakteristike rakete
| ADATS raketa | ADATS raketa | ADATS raketa | ADATS raketa | ADATS raketa          | ADATS raketa | ADATS raketa  |
| Duljina      | Promjer      | Težina       | Brzina       | Bojeva glava          | Domet        | Penetracija   |
| ------------ | ------------ | ------------ | ------------ | --------------------- | ------------ | ------------- |
| 2,05 m       | 125 mm       | 51 kg        | +3 Macha     | 12,5 kg HE eksploziva | 10 km        | 900 mm oklopa |

## Kanadski program modernizacije
U rujnu 2005. kanadska Vlada i oružane snage su najavile program modernizacije čime bi se ADATS transformirao u više-misijsko učinkovito vozilo (eng. Multi-Mission Effects Vehicle, MMEV). Cilj takvog vozila je zadržati i unaprijediti sposobnosti postojećeg ADATS-a u uočavanju novih prijetnji (učinkovitost od 85% ili više). Time bi se ADATS montirao na domaće kotačno borbeno vozilo LAV III. MMEV bi imao ugrađen 3D radar i indirektne projektile (koriste ih bespilotne letjelice) s ciljem prikupljanja informacija i lokacija mete u dometu od 8 km ili više. Sustav bi koristio precizne projektile niže cijene te komandno-kontrolno-komunikacijsko računalo.
Isti takav sustav koji bi bio montiran na tlu, vojnim zapovjednicima bi davao koordinacije potrebne za zračnu obranu te mogućnost direktnog ispaljivanja projektila dugog dometa protiv asimetričnih i konvencionalnih prijetnji.
Međutim, kanadske oružane snage su u srpnju 2006. otkazale projekt MMEV.

## Korisnici
- Kanada: 36 sustava montiranih na M113 okopna vozila.
- Tajland: 2 sustava postavljena na tlu.
- Ujedinjeni Arapski Emirati: 15 sustava.

## Vanjske poveznice
- ADATS pri kanadskoj vojsci